# Mabel Oranžsko-Nasavská

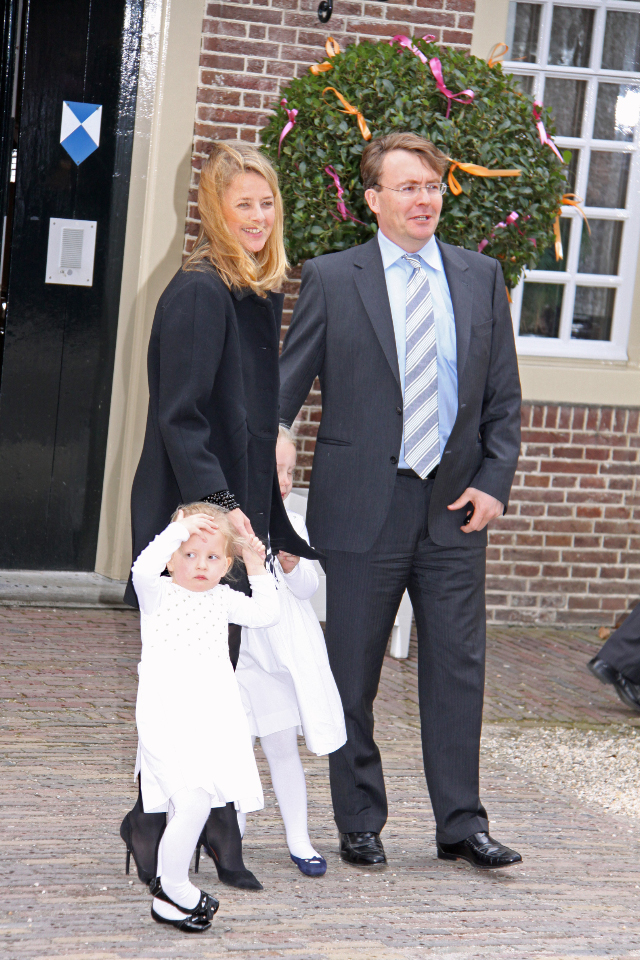
Princ Friso s manželkou Mabel a dcerami v roce 2010

Princezna Mabel Oranžsko-Nasavská (Mabel Martine Wisse Smit, rozená Mabel Martine Los; * 11. srpna 1968, Pijnacker), známější jako Mabel van Oranje, je vdova po princi Frisovi a švagrová krále Viléma-Alexandra Nizozemského. Angažuje se v oblasti lidských práv. Působila také jako první generální ředitelka společnosti The Elders. Mabel je poradkyní několika neziskových organizací, včetně Koalice pro mezinárodní trestní soud, Malala Fund, Crisis Action a Open Society Foundations.

## Mládí
Narodila se jako Mabel Martine Losová v Pijnackeru v Nizozemsku. Její rodiče byli Hendrik Cornelis „Henk“ Los (27. dubna 1944 - 18. února 1978) a jeho manželka Florence Malde Gijsberdina „Flos“ Koomanová (* 1944) (dcera Anthonie Koomana (15. června 1915 - 8. listopadu 1979) a jeho manželky Antoinette Petronelly van Woerkomové). Poté, co jí v 9 letech zemřel otec, se její matka v roce 1984 provdala za Petera Wisse Smita (15. října 1939 - 11. listopadu 2000) a Mabel a její sestra přijaly jeho příjmení. Princezna Mabel má dvě mladší sestry, Nicoline Losovou, později Nicoline Wisseovou Smitovou (* 1970), a Eveline Wisseovou Smitovou (* 1982). Vyrůstala v regionu Gooi ve středním Nizozemsku.
Vystudovala ekonomii a politologii na Amsterdamské univerzitě. Promovala v roce 1993. Během studia absolvovala také stáže v OSN, Shellu, ABN AMRO a na ministerstvu zahraničních věcí. Kromě nizozemštiny mluví plynně anglicky, španělsky a francouzsky.
Během univerzitních let projevila zvláštní zájem o lidská práva po celém světě a později se specializovala na balkánskou diplomacii a mezinárodní vztahy. V roce 1995 byla přítomna na mírové konferenci v Daytonu v Ohiu.

## Manželství a děti
Mabel Wisseová Smitová a princ Friso Oranžsko-Nasavský se vzali v Delftu 24. dubna 2004. Pár měl dvě dcery:
- Hraběnka Emma Luana Ninette Sophie Oranžsko-Nasavská, Jonkvrouwe van Amsberg, narozená 26. března 2005 v Londýně, jejími kmotry jsou princ Constantijn Nizozemský (strýc z otcovy strany), Eveline Wisseová Smitová (nevlastní teta z matčiny strany), baronka Sophie von der Recke (příbuzná z otcovy strany) a Emma Boninoová (přítelkyně rodičů).
- Hraběnka Joanna Zaria Nicoline Milou Oranžsko-Nasavská, Jonkvrouwe van Amsberg, narozená 18. června 2006 v Londýně, jejími kmotry jsou Vilém-Alexandr Nizozemský (strýc z otcovy strany); princ Jaime, hrabě z Bardi (bratranec matčina otce), Nicoline Wisseová Smitová (teta z matčiny strany), Ruben Amerling (přítel rodičů) a Maria Luz Luanová (přítelkyně rodičů).

Protože nepožádal nizozemský parlament o svolení k sňatku, přestal být princ Friso členem královského rodu a ztratil dědická práva na trůn jeho i jeho potomků. Princezna Mabel ani jejich dcery proto nejsou členy královského rodu. Zůstali však jednou z nejbohatších rodin v Nizozemsku. Princ Friso zemřel v roce 2013.

## Tituly, oslovení a jména
Od své svatby Mabel používá oslovení Její královská Výsost a tituly princezny Oranžsko-Nasavské, hraběnky Oranžsko-Nasavské a paní z Amsbergu. Legálně princeznou není, ale je zvykem, že manželky a vdovy po členech královské rodiny přebírají tituly svých manželů. Bylo rozhodnuto, že každé z jejich dětí obdrží tituly hraběte nebo hraběnky Oranžsko-Nasavské a jonkheera nebo jonkvrouw z Amsbergu.

## Kontroverze
Poté, co předseda vlády Jan Peter Balkenende v červnu 2003 oznámil sňatek prince Frisa s Mabel, napsal v dopise parlamentu, že Mabel Wisseová Smitová poskytla „neúplné a nesprávné informace“ o rozsahu jejích kontaktů se známým drogovým magnátem Klaasem Bruinsmaem, a že kvůli tomu se vláda rozhodla nevyžadovat povolení k sňatku od parlamentu. V dopise premiérovi ze dne 9. října princ Friso uvedl, že pár poskytl nějaké neúplné informace, ale neposkytl žádné nesprávné informace ani nelhal.
Podle nizozemských zákonů musela vláda předložit žádost o sňatek manželů parlamentu ke schválení, což je předpokladem k udržení si práva na nástupnictví na trůn. Princ Johan Friso řekl, že si vezme Mabel bez ohledu na to, jestli povolení získá, nebo ne, a v důsledku toho ztratil právo na místo v řadě následnictví. Byl druhým v pořadí v linii nástupnictví, po svém starším bratrovi Vilému-Alexandrovi, knížeti Oranžském.